# 铃木洋行青岛分行
36°04′33.7″N 120°18′54.4″E / 36.076028°N 120.315111°E
铃木洋行青岛分行，或称铃木洋行青岛支店，其旧址位于中国山东省青岛市市北区馆陶路3号，建于1921年，为日商铃木洋行在青岛分支机构的办公楼旧址，抗战结束后长期由青岛地方纺织工业管理机构所使用，现为山东省文物保护单位青岛馆陶路近代建筑的一部分。部分资料将其认定为三菱洋行旧址。

## 历史
馆陶路3号建于1921年，为铃木洋行驻青岛分支机构办公楼。1922年3月胶海关税务司呈报的《一九二一年贸易论略》记载：“铃木洋行在所泽町（今馆陶路）正金银行邻近，建三层楼房一座，规模甚宏，太古洋行亦新筑一最大之栈房，与该楼衡宇相对。”
山东省文物保护单位名单、《中国文物地图集》、《青岛文物志》、《青岛优秀建筑志》等官方资料及学者鲁海著作均认为该楼建于1918年，为三菱洋行青岛支店旧址。但历史文献记载三菱商事株式会社青岛支店1930年代时应设于冠县路与馆陶路北段。
1945年日本投降后，该楼为国民政府所接收，1946年1月在此建立中国纺织建设公司青岛分公司，经理为范澄川，下属棉纺织、印染、针织、纺织机械工厂13家，相当一部分为原日资工厂。1951年1月，中纺青岛分公司改为华东纺织管理局青岛分局。1953年2月改为中央纺织工业部青岛纺织管理局。1958年，青岛纺织管理局与青岛市染织工业局合并为青岛市纺织工业局，隶属山东省纺织工业厅。1963年3月，省纺织厅由济南迁至青岛与市纺织局合并为山东省纺织工业局。1969年撤销省纺织工业局，部分人员调济南山东省革委会轻工业局，其余人员成立青岛市革委会纺织工业局。1978年复名青岛市纺织工业局。1984年撤销市纺织工业局，改设青岛市纺织工业总公司。1995年转变体制改为青岛市纺织总公司。
2000年以后，该楼曾为中信实业银行青岛分行所使用。2000年，该建筑列入第一批青岛市历史优秀建筑名单。2006年12月7日，该建筑成为山东省文物保护单位青岛馆陶路近代建筑的一部分。2019年以前，该楼为青岛纺联控股集团（简称“青纺联”）所使用。2019年11月，该建筑改由某金融投资公司使用至今。

## 建筑特色
占地面积4825.3平方米，建筑面积2236平方米，砖石结构，地上3层。底部为厚重的花岗岩基座，西侧、南侧的外墙为花岗岩方石砌筑，以其余为砖墙。正立面向西临街，中轴对称，由二层顶部的压条石线脚分为上下两段。设8跟高11米的爱奥尼圆柱，自基座直达二层顶部，间置落地窗。正门前为9级台阶，楼内一层大厅高6米，面积约600平方米， 水磨石地面，天花板有凹面雕花藻井。

## 图集
- 中国纺织建设公司青岛分公司成立合影
- 铃木洋行旧址，时为中纺青岛分公司大楼
- 铃木洋行旧址西北侧，2014年4月
- 正立面中轴线，2016年10月